# Mas del Xeca
Mas del Xeca és una masia situat al municipi d'El Soleràs, a la comarca catalana de les Garrigues.